# Galinsoga parviflora

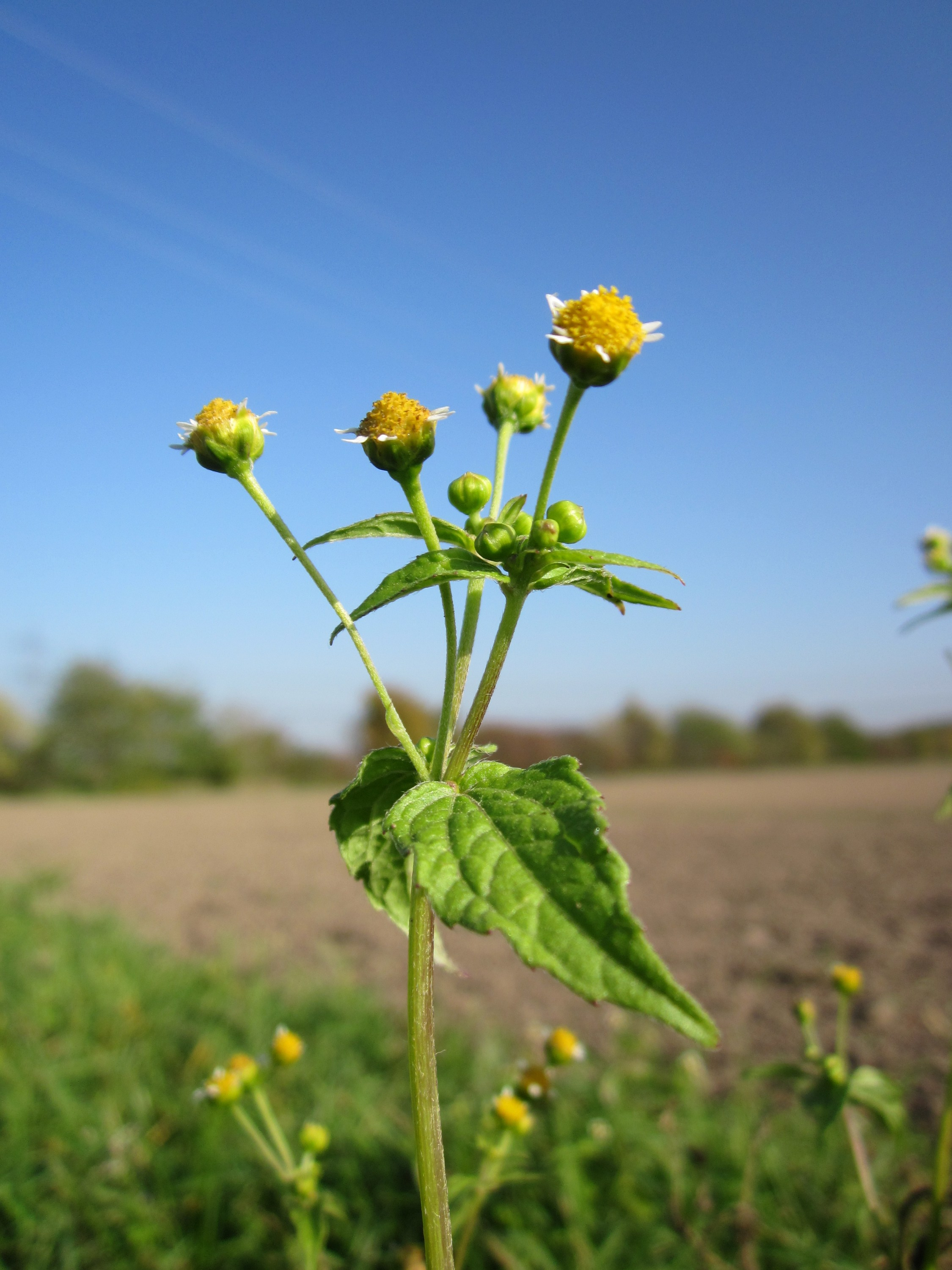
Detalle de la planta

Galinsoga parviflora es una especie de hierba de la familia Asteraceae originaria del oeste de América del Sur.

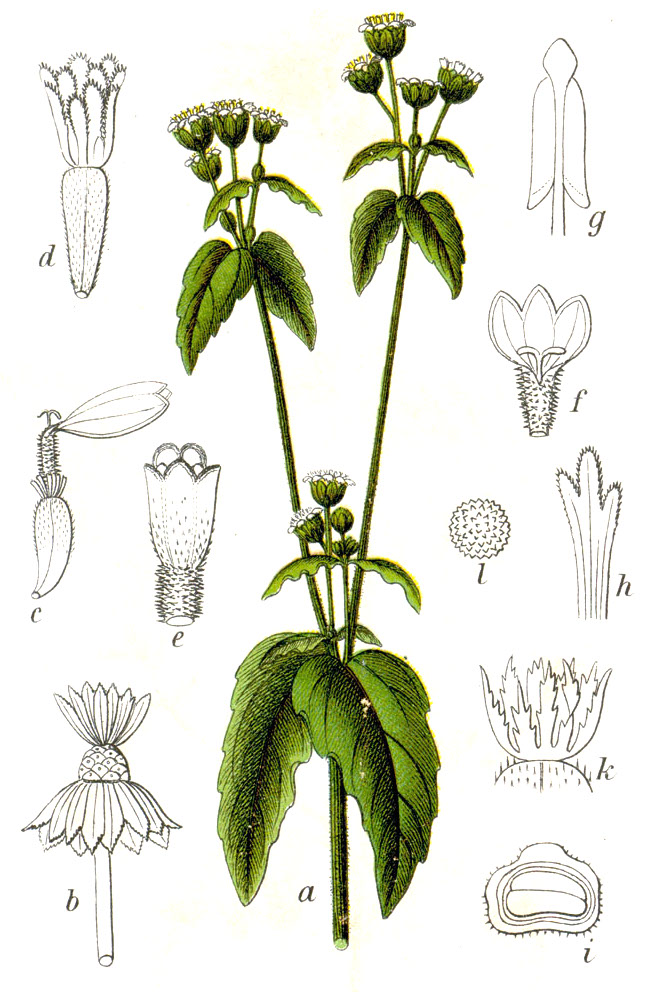
Ilustración

## Distribución
Es nativa del oeste sudamericano (Argentina, Brasil, Bolivia, Chile, Colombia, Paraguay y principalmente Perú) desde donde ha sido trasladada al resto del mundo; así como, de Centroamérica y sur de México 

## Historia
Galinsoga parviflora fue descrita por Antonio José de Cavanilles y publicado en Icones et Descriptiones Plantarum 3(2): 41–42, pl. 281. 1794[1795-1796].
Esta Planta fue llevada del Perú al Real Jardín Botánico de Kew en 1796, y pasó al medio silvestre en Gran Bretaña. 

## Descripción
Es una planta herbácea anual frecuente en los baldíos. Los tallos son de color verde pálido, muy ramificados desde la base, más o menos erectos y alcanzan entre 20 y 70 cm de altura. Hojas opuestas, de 2 a 6 cm de largo por hasta 3,5 cm de ancho, ovadas a lanceoladas, muy leve e irregularmente sinuadas y dentadas; las inferiores con pecíolo de 5 a 7 mm, las superiores sésiles. Inflorescencia en capítulos numerosos, de 6 mm de diámetro, largamente pedunculados, solitarios o en corimbos terminales y en las axilas de las hojas superiores; flores centrales hermafroditas amarillas; aquenios pequeños negros y papus de 15 a 20 pajitas con bordes ciliados. Se propaga por semillas y por enraizamiento del tallo.

## Taxonomía

### Etimología
El épiteto parviflora específico viene de latín y significa "con pequeñas flores".

### Sinonimia
- Wiborgia parviflora (Cav.) Kunth
- Stemmatella sodiroi Hieron.
- Adventina parviflora Raf.[2]
- Galinsoga semicalva (Gray) H.St.John & D. White[6]
- Galisonga quinqueradiata Ruiz & Pav.[4]
- Tridax parviflora[7]
- Baziasa microglossa Steud.
- Galinsoga hirsuta Baker
- Galinsoga laciniata Retz.
- Galinsoga laciniata Retx.
- Galinsoga quinqueradiata Ruiz & Pav.
- Sabazia microglossa DC.
- Sabazia microglossa var. microglossa
- Sabazia microglossa var. puberula DC.
- Vigolina acmella (Roth) Poir.
- Wiborgia acmella Roth[8]

## Nombres comunes
- Español.
  - Argentina: Albahaca silvestre, saetilla, estrellita.[2]
  - Chile: Pacoyuyu, Pacoyuyu cimarrón o Pacoyuyu fino.[2]
  - Colombia: Guascas, en Cundinamarca y Boyacá (del muisca huázyca).[9] Pajarito, en Sogamoso y oriente de Boyacá.[7]
  - Costa Rica: Mielecilla
  - Bolivia: Chuminca
  - México: Piojo o Piojito, Estrellita, mercurial.[10]
- Portugués
  - Brasil: picão branco, botão de ouro, fazendeiro.[2]

En Gran Bretaña se le llama a veces "gallant soldiers", traducido popularmente como «soldados valerosos», y a veces alternativamente como «soldados de la Reina».

## Usos
Las hojas, los tallos y las flores de Galinsoga parviflora son utilizadas como verdura, y las hojas se utilizan licuadas con tomates para hacer una bebida. En Colombia se utiliza como una hierba de especia en la sopa de ajiaco. En Oaxaca, México es un ingrediente en la Sopa de Guías, una sopa de los tallos de la planta de calabaza y hierbas silvestres.
En algunos lugares de Sudáfrica, las hojas se secan y conservan para cocinar y comerciar en tiempos de escasez.
Es usado por la medicina tradicional que le atribuye propiedades cicatrizantes y antiinflamatorias. También a la infusión de las hojas, le atribuye aliviar dolencias hepáticas.
En gran parte del mundo se considera maleza.